# 戈绍
戈绍是奥地利上奥地利州格蒙登县的一个市镇。总面积113.4平方公里，总人口1908人，人口密度16.8人/平方公里（2005年）。